# Kelta harci kürt

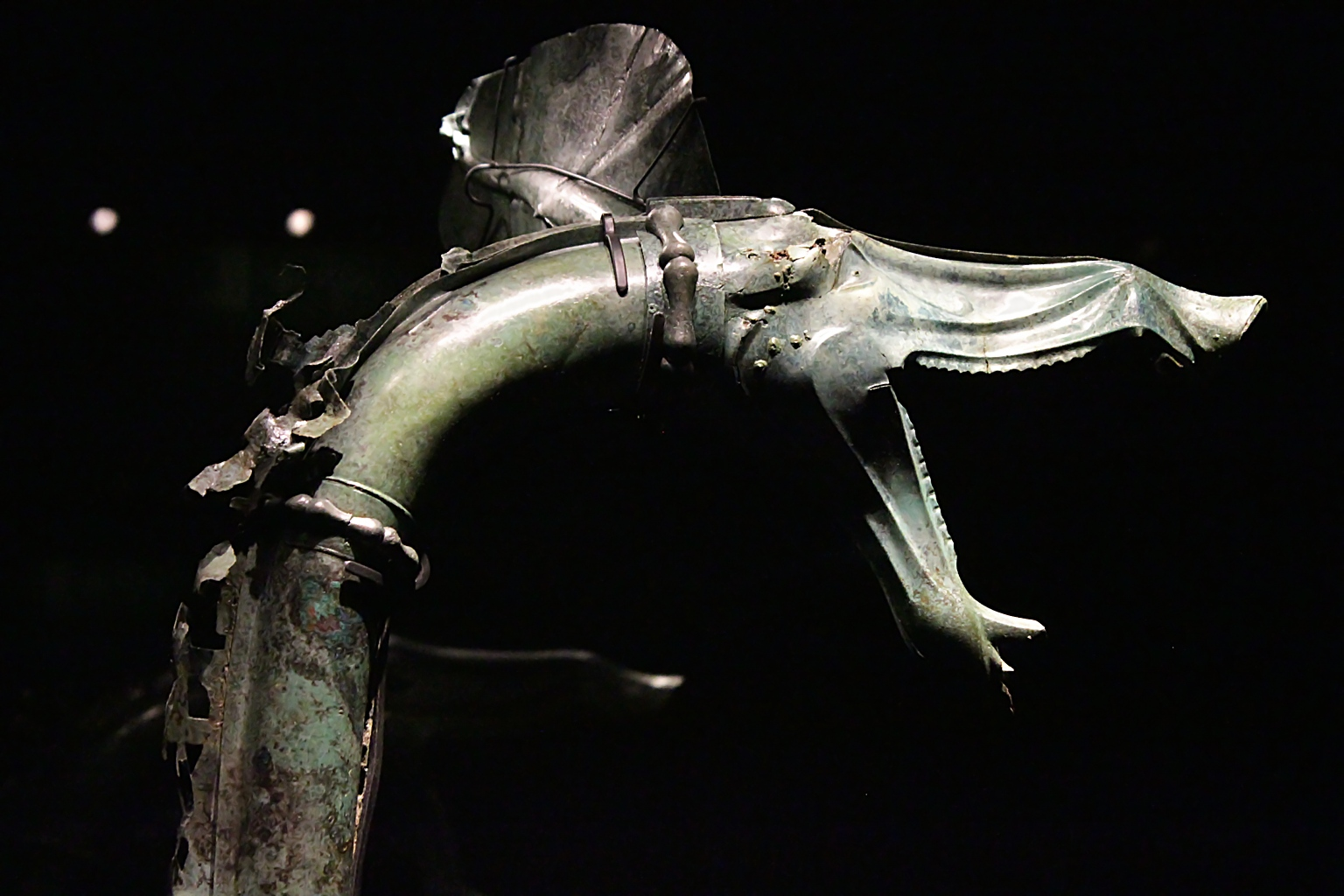
Harci kürt a Tintignac nevű kelta tanyákról

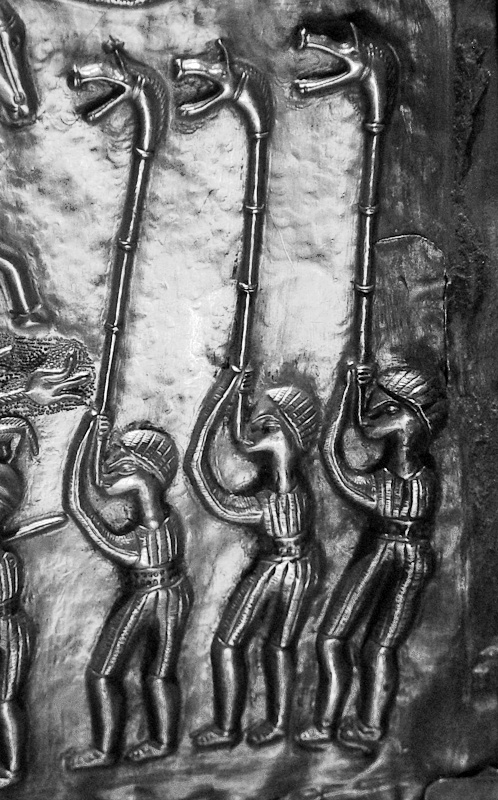
A Gundestrup üst "E" lemezén ábrázolt három kürtjátékos

Az ősi kelta harci kürt, vagy carnyx egy fúvós hangszer volt, amelyet a kelták a vaskorban használtak, megközelítőleg Kr. e. 200 és Kr. u. 200 között. Ez egyfajta bronzból készült, hosszúkás S alakú trombita volt, amelyet úgy tartottak, hogy a hosszú, egyenes középső rész függőleges volt, a rövid fúvórész és a kiszélesedő felső rész pedig vízszintesen, egymással ellentétes irányban állt. A kiszélesedő rész egy nyitott szájú vaddisznó vagy más állat fejének formájára alakították.

A háborúban használták, valószínűleg a csapatok harcra buzdítására és az ellenfelek megfélemlítésére, ahogyan arról Polübiosz beszámol. A hangszer jelentős magassága lehetővé tette, hogy a csaták vagy szertartások résztvevőinek feje fölött is hallható legyen.

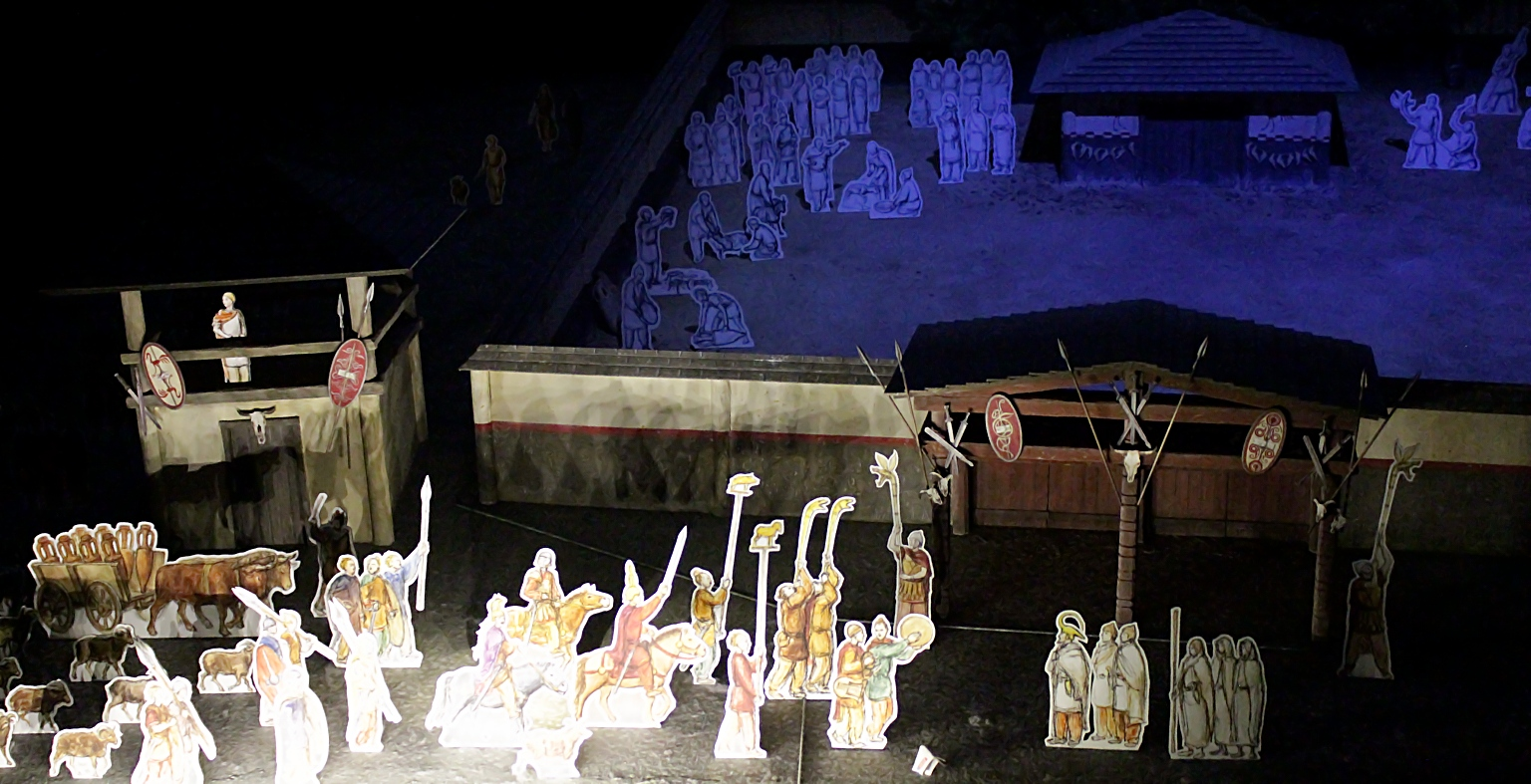
Egy gall szertartás felidézése a Tintignac-i szentélyben, a La Tène kultúra alapján

## Régészet

### Szimbolika
A vaskori Britanniában az állati szimbolika szándékosan agressziót és vadságot közvetít, például a withami pajzson látható vaddisznó, a skóciai deskfordi kelta kürt, a Temze folyóból előkerült kettős sárkánymintás kard hüvelye.
Bizonyítékok utalnak arra, hogy a kelta harci kürtöt egy törzsfőnök tartotta, amint azt egy lehetséges gall király, Bituitos alakja mutatja.

### Tintignac
2004-ben régészek a franciaországi Corrèze-ben, Tintignac-ban egy Kr. e. első századi gall települést fedeztek fel. A lelőhely több mint 500 fémtárgy töredékét tartalmazta, köztük hét harci kürtét, amelyek közül az egyik majdnem teljes volt. Ezt a felfedezést megelőzően mindössze öt kürt töredékét találták meg a mai Skóciában, Franciaországban, Németországban, Romániában és Svájcban. Négy harci kürtnek vaddisznófeje volt, az ötödik pedig egy kígyószerű szörnyetegre hasonlít. Úgy tűnik, hogy egy rituális lelőhelyet képviselnek, amely nem sokkal Gallia római meghódítása után keletkezett. A tintignac-i leletek lehetővé tették, hogy 2012-ben azonosítani lehessen néhány, évtizedekkel korábban Észak-Olaszországban talált töredéket, amelyek egy kelta harci kürtből származnak.

### Deskford

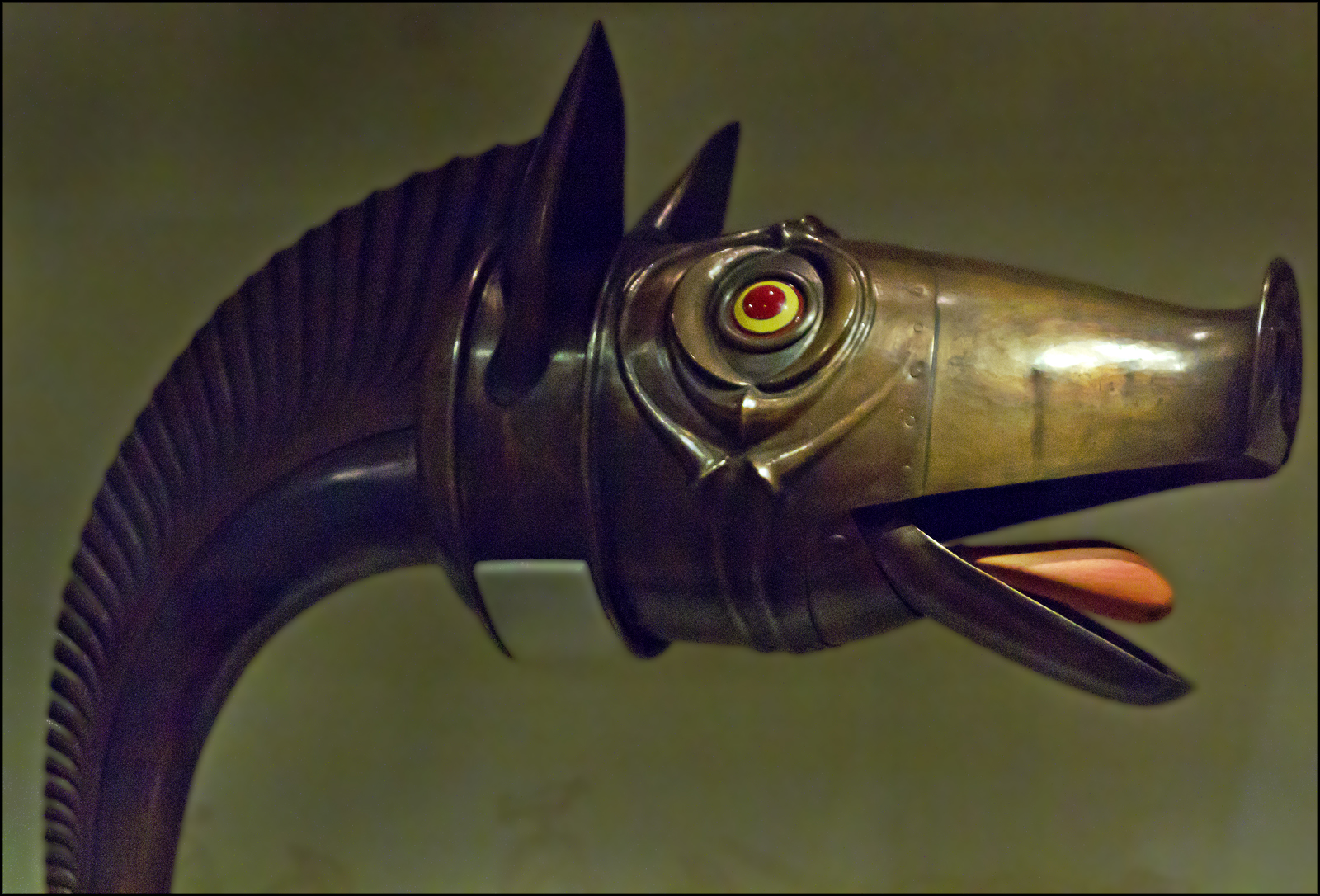
Deskfordi harci kürt rekonstrukció

A Brit-szigetekről származó egyetlen példa a deskfordi kürt, amelyet 1816-ban találtak a skóciai Banffshire-i Deskfordban, Leitchestown farmján. Csak a vaddisznófejes harang maradt fenn, amelyet szintén nyilvánvalóan rituális letétként helyeztek el.  A Banff Múzeumnak adományozták, és most az Aberdeenshire Museums Service kölcsönadta a Skót Nemzeti Múzeumnak. A deskfordi carnyx helye és kora a piktek szívében azt sugallja, hogy az eszköznek szertartási célú felhasználása lehetett, és nem csak a háborúban használták. 2004 előtt ez volt a legjobb fennmaradt példa, és általában másolták a korábbi rekonstrukciókban. A deskfordi lelet szinte teljes egészében sárgarézből készült, egy olyan fémből, amelyet a rómaiak Dél-Britannia meghódítása után szinte kizárólagosan használtak, és szigorúan ellenőriztek, így a Nagy-Britanniában talált vaskori és római kori kelta sárgaréz túlnyomó többségéhez hasonlóan a harci kürt is újrahasznosított fémből készülhetett "némi gondossággal". A Skót Múzeum Kr. u. 80-250 körülre datálja az építésre.

### Római leletek
A római kori érmék arra utalnak, hogy a kelták egy harci trombitát használtak, amelyet  neveztek. Ezek a kelta trombiták nem hasonlítanak a római trombitákhoz, amelyeket nem úgy írnak le, mint amelyeknek "szörnyfejű végük" van. A kelta vagy galliai kürtöt a kelták hasonló módon használták, mint ahogyan a rómaiaknál a zászló működött, és a Traianus-oszlop tövében található egy példa egy sárkányfejű harci kürtre. A kürtöt a dák trombitával azonosnak írták le. A gall harci kürt és a dák La Tène sárkányos zászló és a sárkányokkal és kígyókkal díszített ékszerek között egyértelmű a hasonlóság. Egy sárkányfejű harci kürt is megjelenik Augustus mellvédjén, amelyet egy gall nő tart.

### Egyéb
- A kelta harci kürt a Gundestrup-üst oldalán is megjelenik.[11]
- Az angliai Suffolkban 2021-ben találtak egy vaskorból származó kis, vaddisznóval díszített, bronz kürtöt.[12]

## Egyéb tárgyak Tintignacból

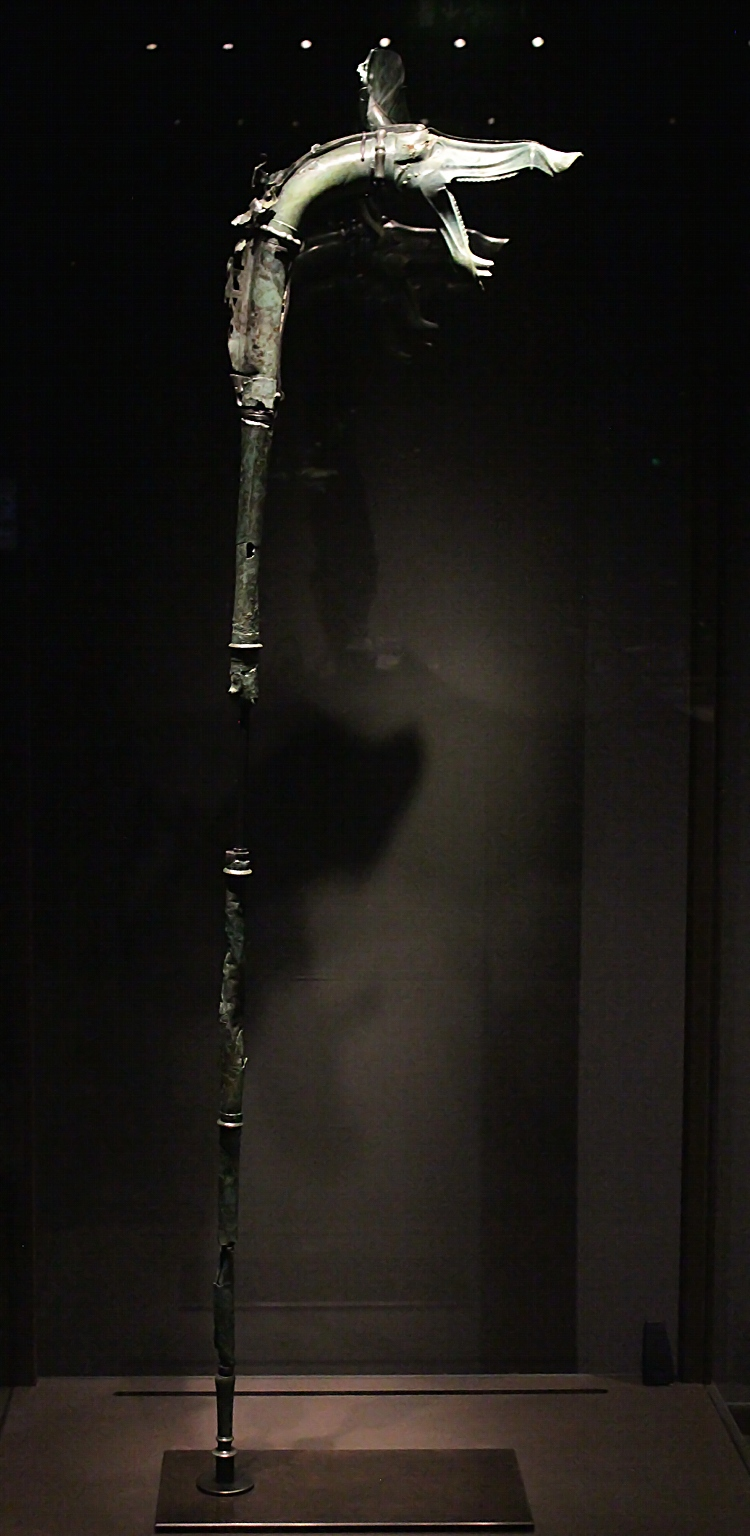
A Tintignac-i harci kürt, amelyet a franciaországi Corrèze-ben fedeztek fel.
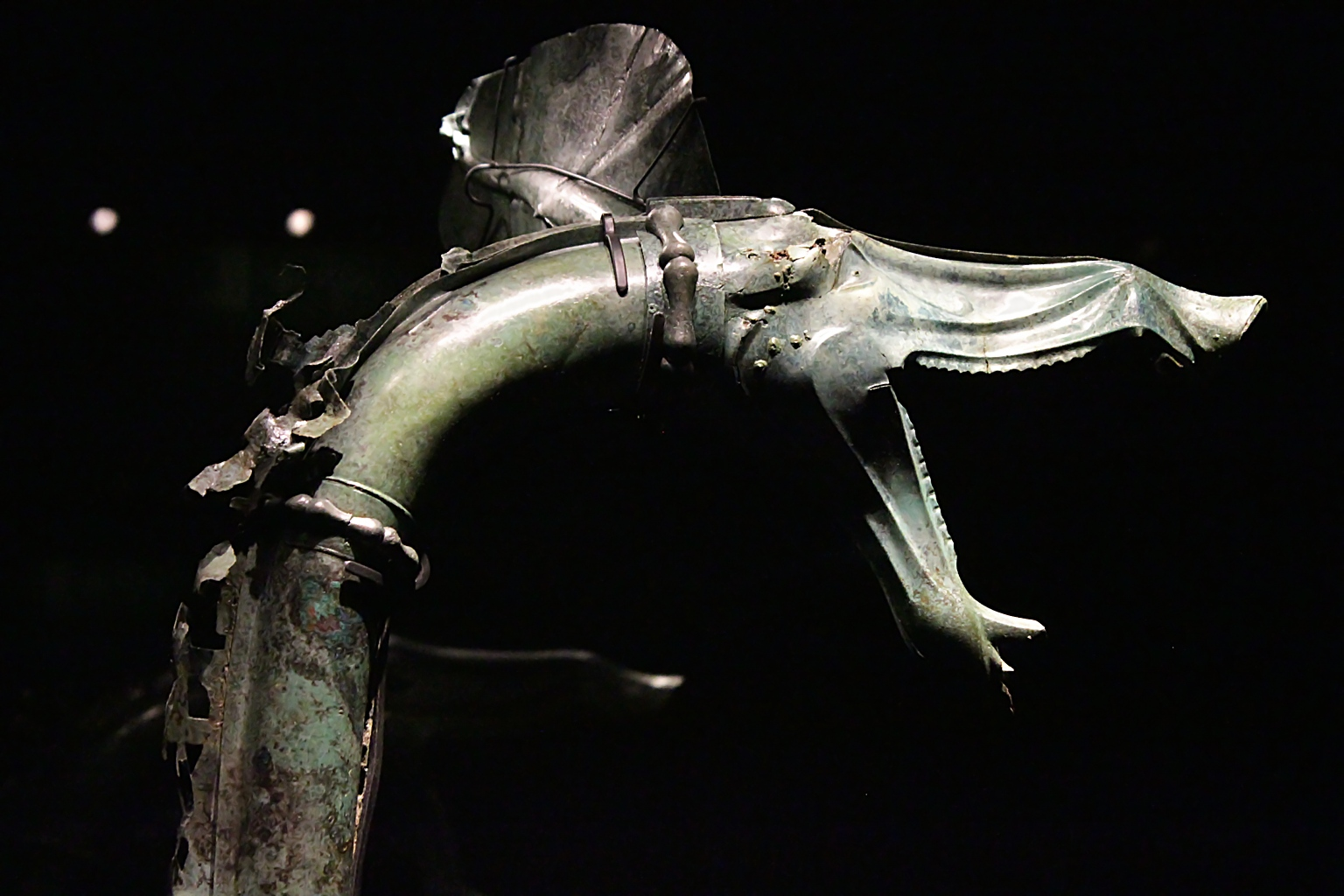
Egy Tintignacban talált kelta harci kürt
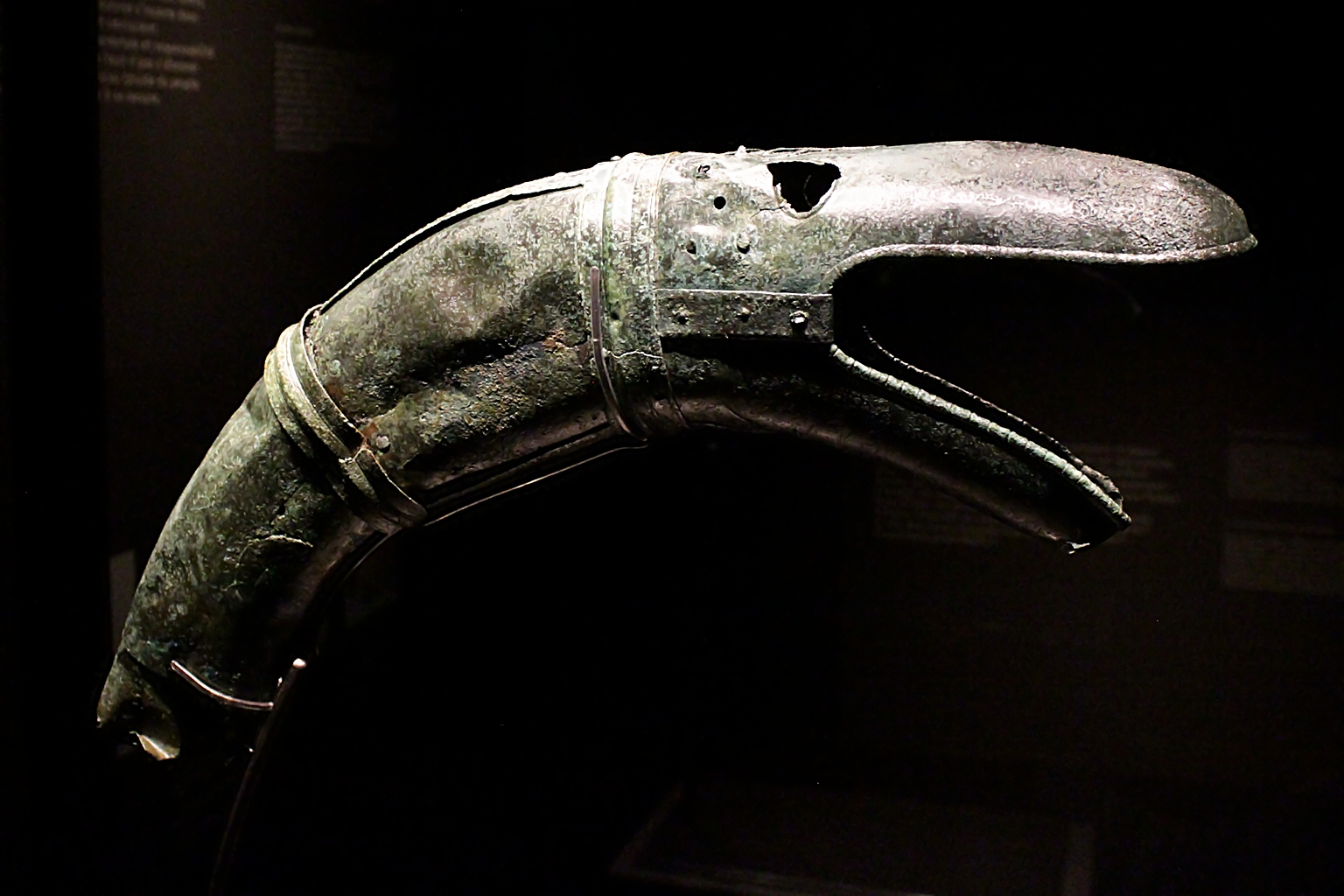
Egy Tintignacban talált kürt
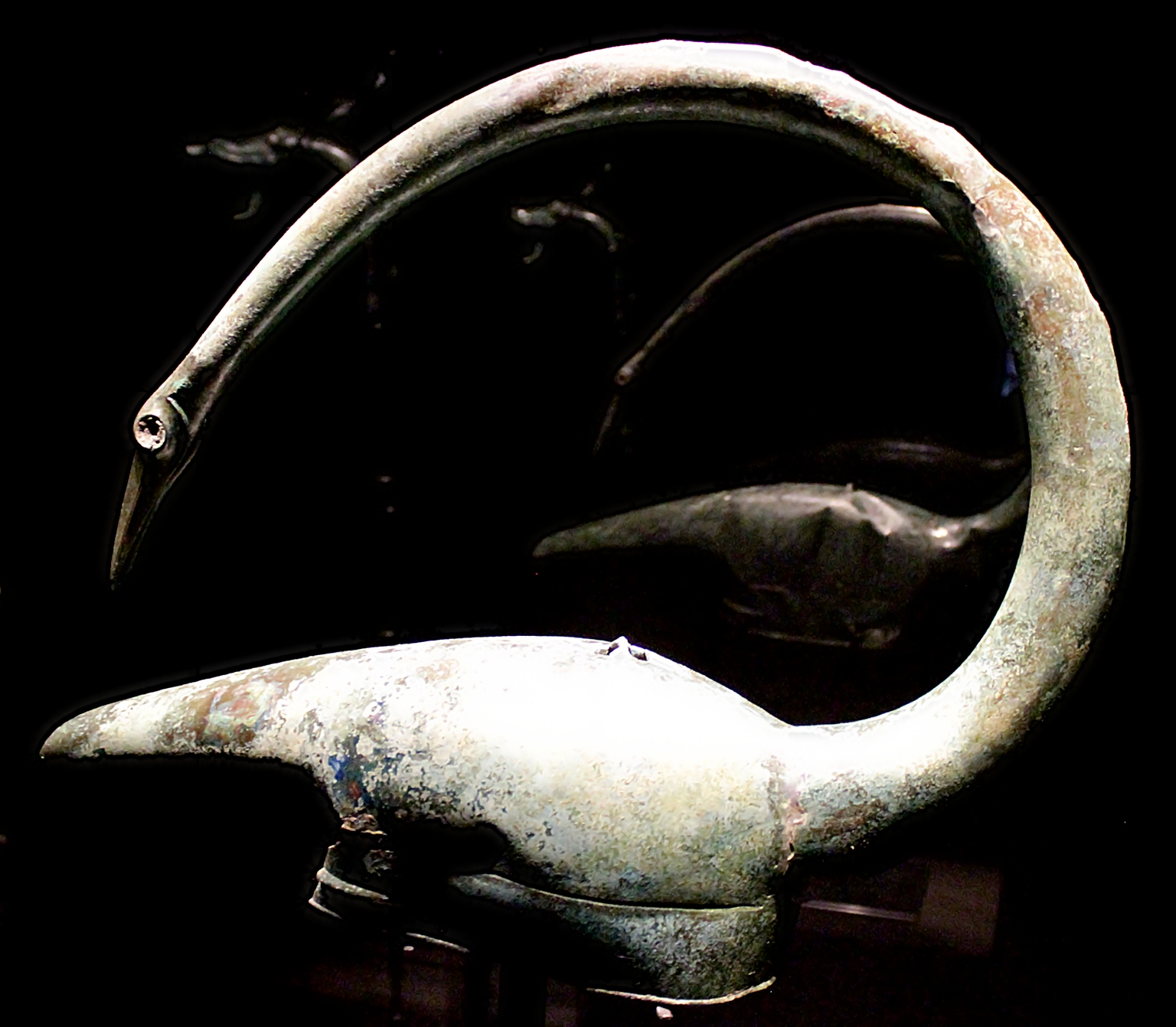
Tintignacban talált madárfej formájú sisak.

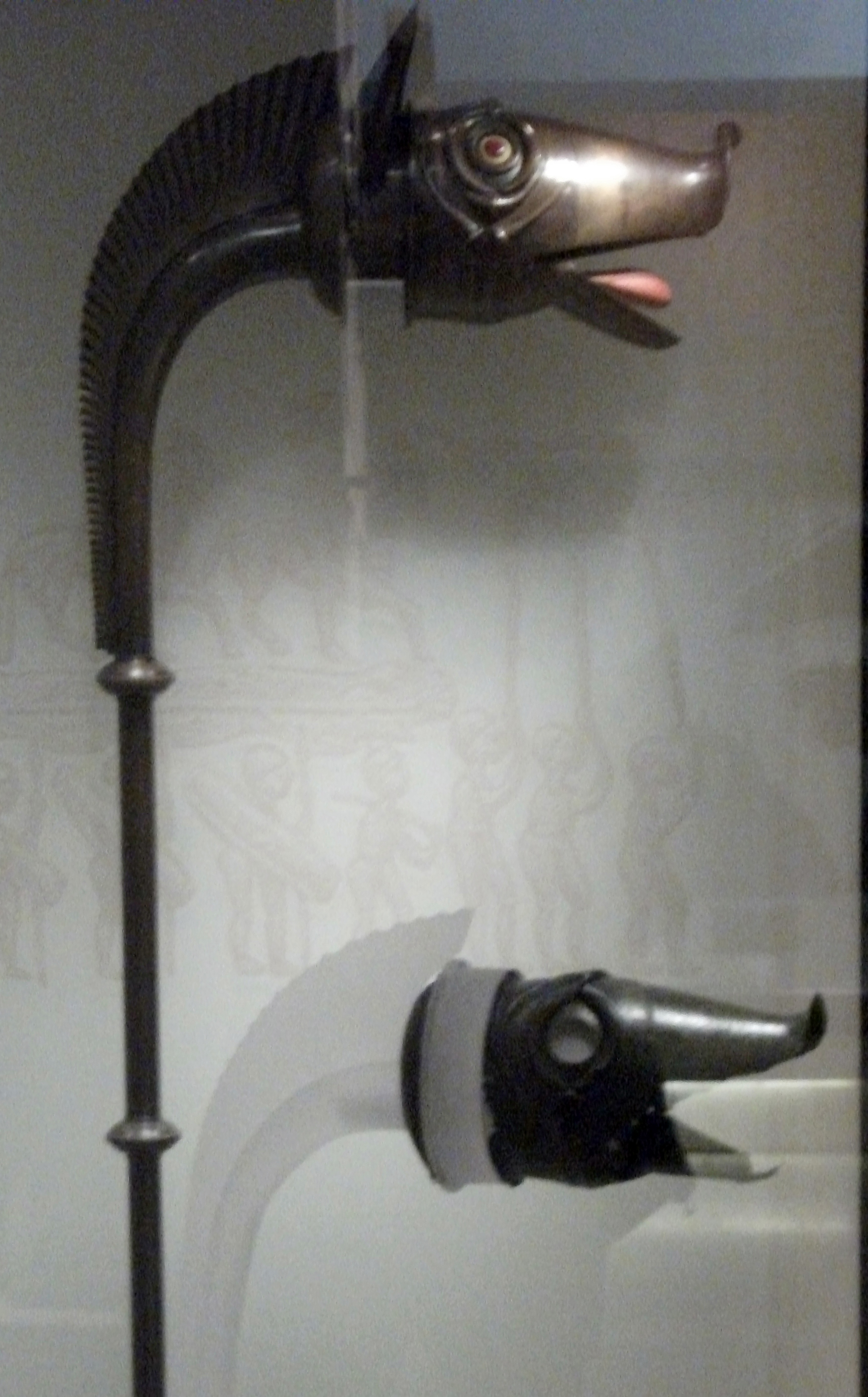
A deskfordi Leichestownban talált kelta harci kürt rekonstrukciója a Skót Nemzeti Múzeumban
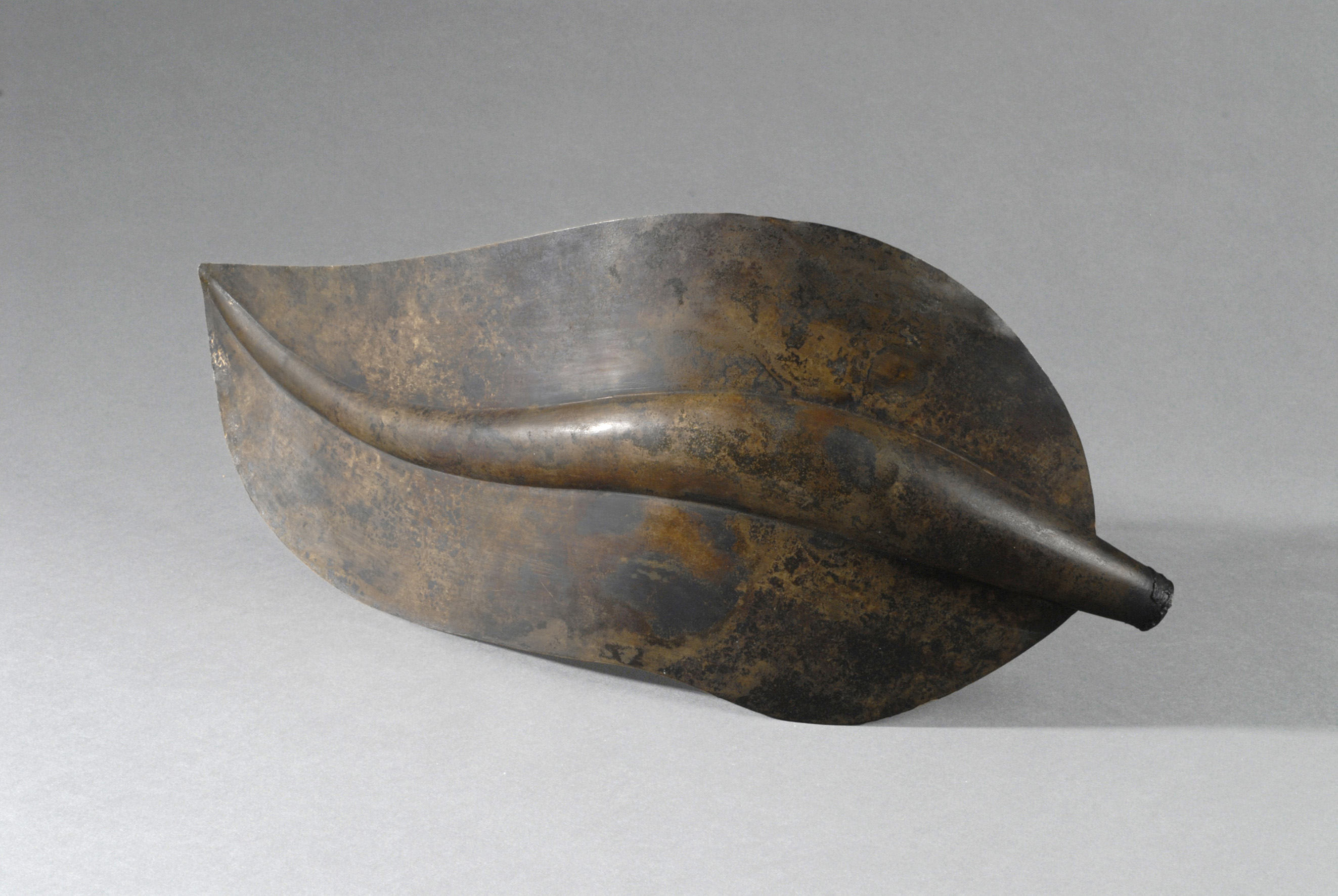
Egy Svájcban talált kelta harci kürt darabja

## Különböző rekonstrukciók

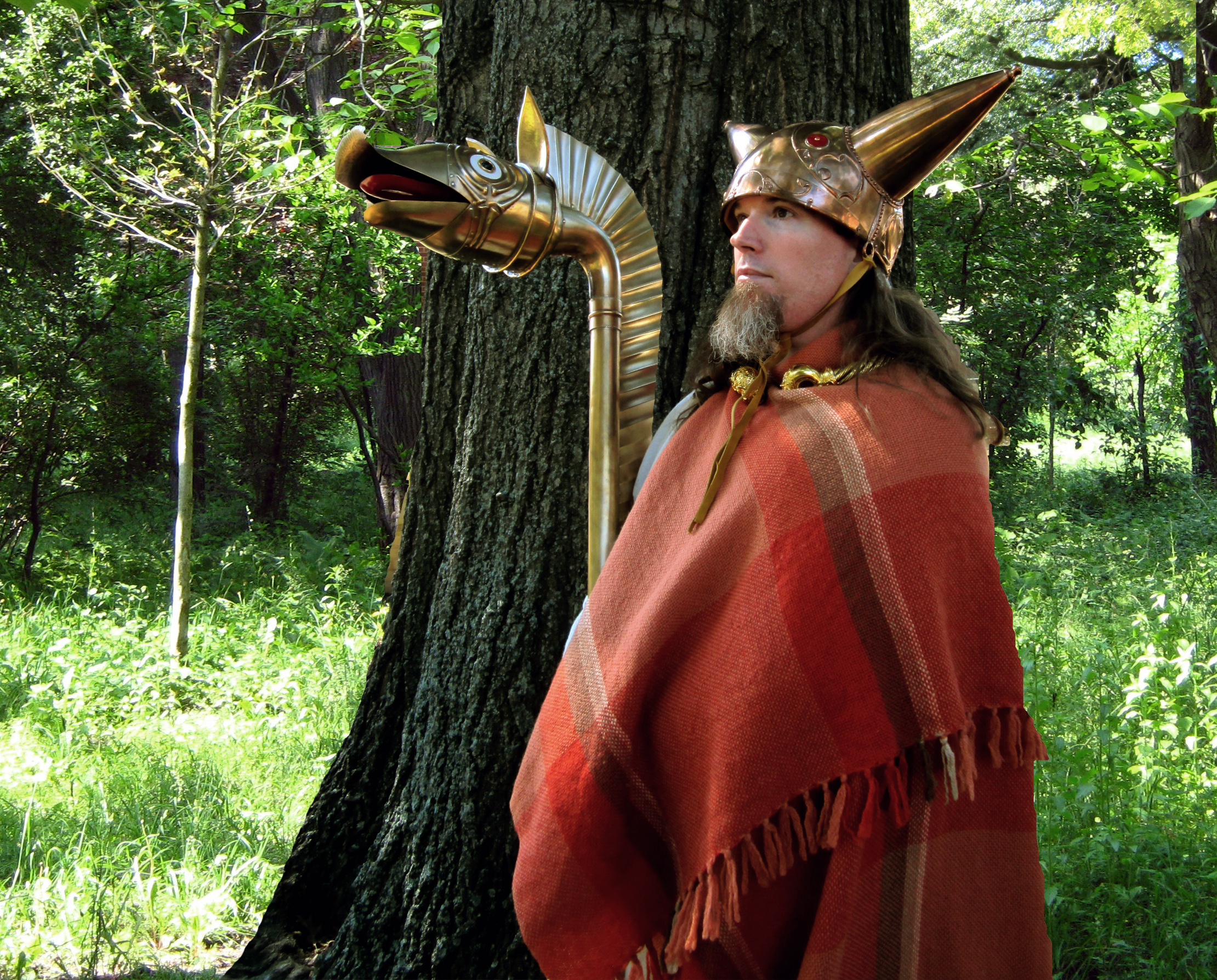
Amerikai változat
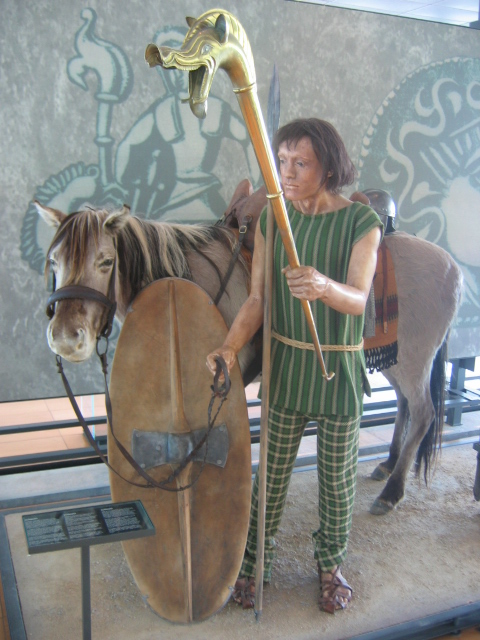
Francia múzeumi kiállítás
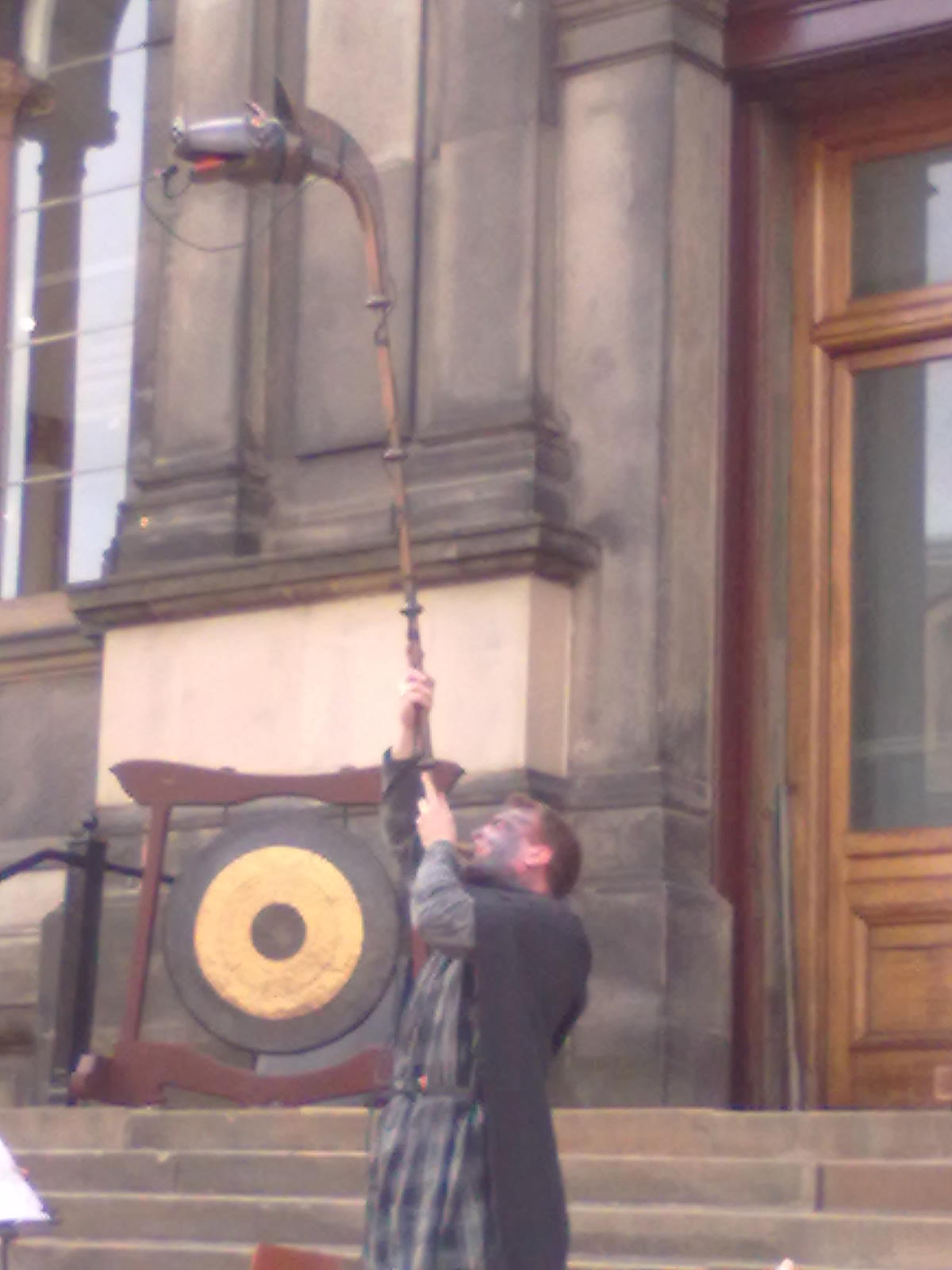
A deskfordi rekonstrukció a Skót Nemzeti Múzeumnál
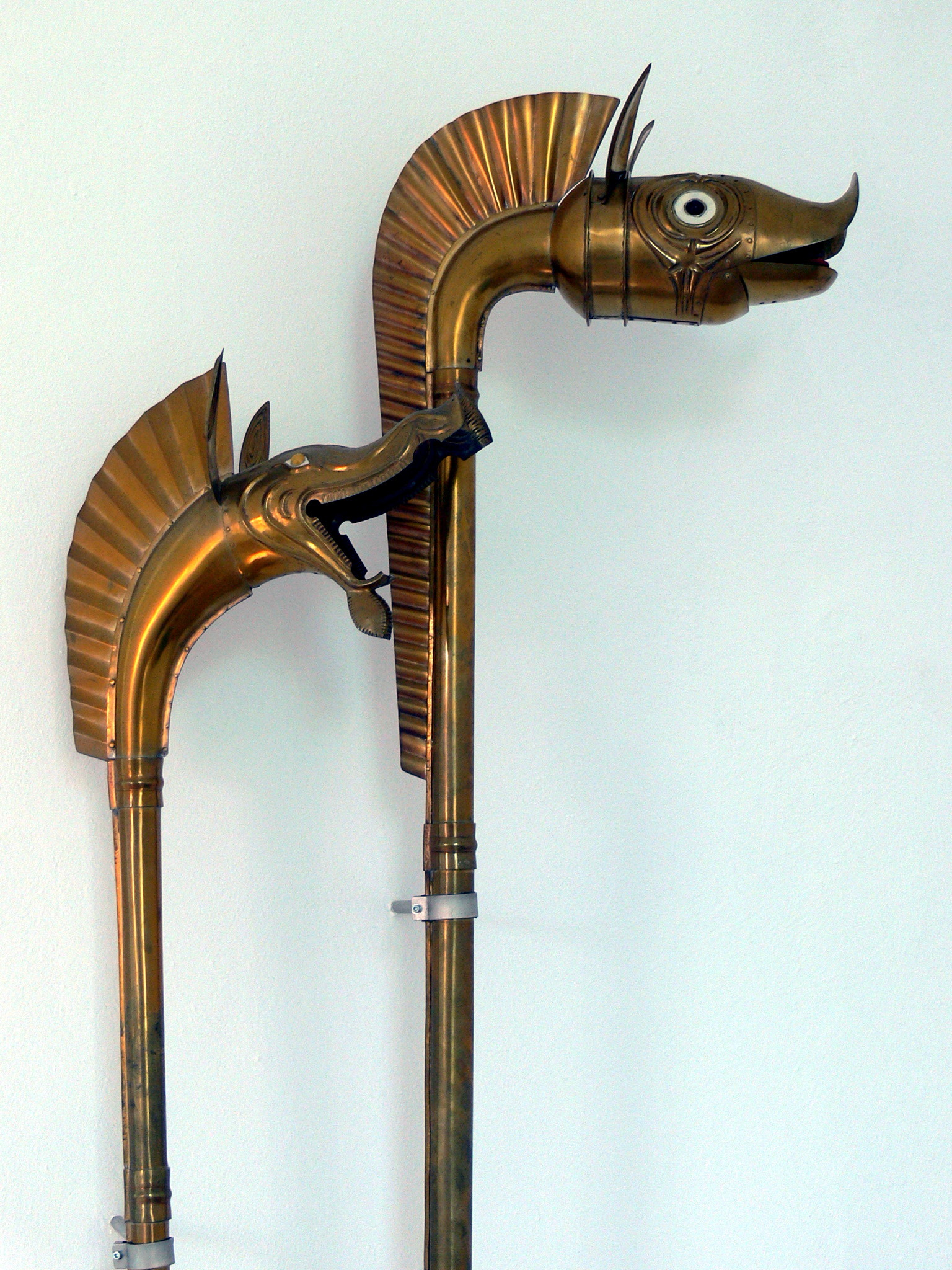
Német rekonstrukciók
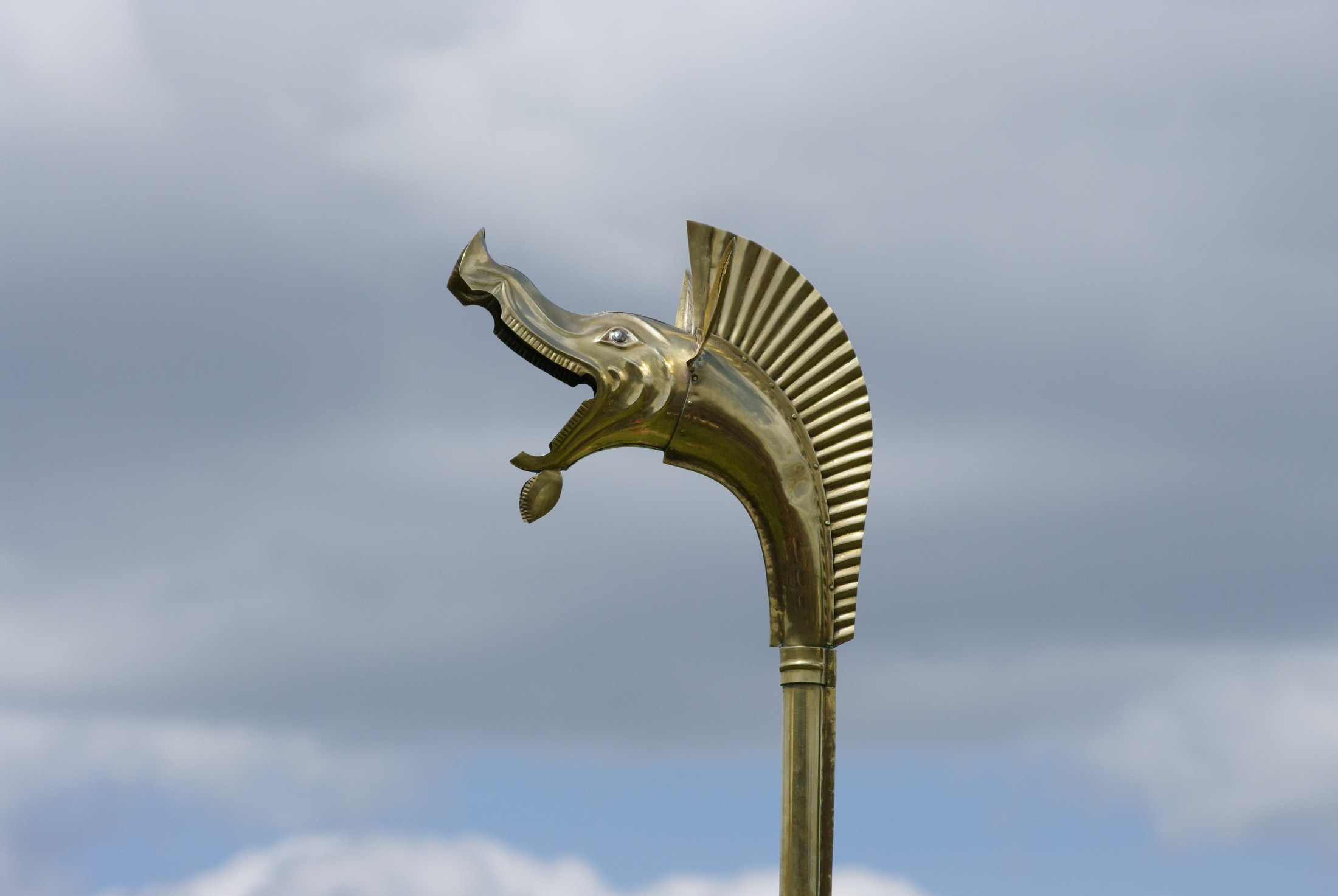
Francia rekonstrukció
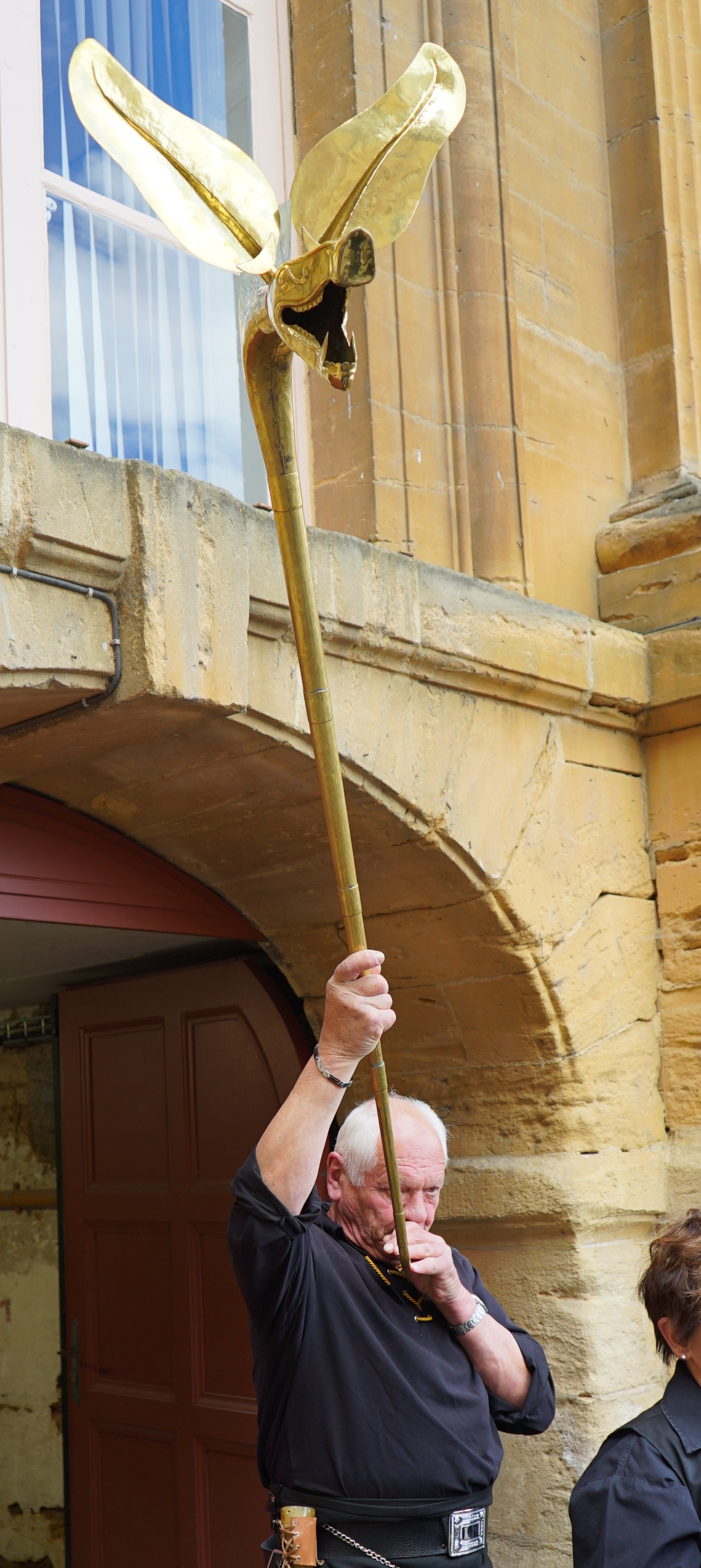
Francia rekonstrukció